# Tenzin (personaje de La leyenda de Korra)
Tenzin es uno de los personajes principales de la serie de Nickelodeon, La Leyenda de Korra. Creado por Michael Dante DiMartino y Bryan Konietzko, es el hijo menor del Avatar Aang y Katara, y el único Maestro del Aire Control viviente en el universo ficticio de la serie, hasta que su hija mayor, Jinora, se convirtió en la primera maestro aire de su generación. Está casado con Pema y tiene cuatro hijos con ella, Jinora, Ikki, Meelo, y Rohan. Tenzin representa a los Nómadas Aire como uno de los cuatro concejales de Ciudad República, aunque su hogar se sitúa en una de las islas cercanas a la ciudad.

## Historia

### Pasado
Como el primer Maestro Aire nacido en más de cien años, Aang le enseñó las tradiciones y costumbres de los Nómadas Aire a Tenzin, con el tiempo adquiriendo los tradicionales tatuajes de flecha de esta etnia, que simboliza su condición de Maestro de Aire Control. Él y Lin Beifong han sido amigos desde la infancia, y fueron una pareja durante algún tiempo. Su relación se fue deteriorando poco a poco, al punto de romperse cuando Pema se acercó al Maestro Aire y confesó sus sentimientos por él. Tenzin y Pema finalmente se casaron, y tuvieron tres hijos Maestros Aire confirmados, dos hijas, Jinora e Ikki, y un varón, Meelo, y un hijo recién nacido de nombre de Rohan. En algún momento de su vida, Tenzin se convirtió en un miembro del Consejo de la República Unida como el representante de la Nación del Aire. 

### Entrenando al Avatar Korra
El Avatar Korra se muda con él para comenzar su entrenamiento en Aire Control. Inicialmente, sin embargo, se negó a que Korra viviera en Ciudad República. A pesar de ello, Korra llegó a la ciudad en busca de Tenzin. Más tarde él descubrió que Korra había sido detenida por Lin Beifong, y procedió a sacarla de apuros y le permitió quedarse, después de darse cuenta de lo necesaria que Korra era en Ciudad República. 
Cuando Korra leía un periódico acerca del Pro-Control, se entusiasmó en ir a ver un partido, pero Tenzin se negó ya que creía que era una burla del noble arte de control y sólo serviría como una distracción para su formación en Aire Control. Más tarde, ideó la teoría de que los problemas de Korra para aprender Aire Control se debían a que el arte era lo contrario de la naturaleza de Korra, y así se pusieron en marcha para iniciar el entrenamiento. Tenzin le explicó a Korra que para aprender los aspectos fundamentales del Aire Control tenía atravesar una serie de puertas giratorias, explicándole que la clave era ser libre como una hoja. Sin embargo, Korra fracasó varias veces, y, posteriormente, también tuvo dificultades con la meditación. La situación se agravó cuando Korra realizó otro intento infructuoso de pasar por las puertas, en el que las destruyó con Fuego Control debido a su frustración. Él le espetó que las puertas eran una reliquia antigua de dos mil años de edad. Korra le respondió declarando que era un mal maestro y salió de la escena. 
Al ver que Korra no estaba para la cena, Pema preguntó por ella. Tenzin le respondió que no sabía cómo llegar a ella, y Pema le aconsejó que le diera un poco de espacio. Tras escuchar a su esposa, Tenzin les pidió a sus hijas que no fueran como Korra en su adolescencia, cosa a lo que Jinora respondió que no haría ninguna promesa. Más tarde, Tenzin descubrió que Korra había ido a un partido de Pro-Control a través de una emisión de radio. Enfurecido, se dirigió a la Arena para llevarla de vuelta a la Isla, pero Korra se negó de nuevo, indicando que ella tenía que aprender estilos de lucha modernos, afirmando también que tal vez no necesitara del Aire Control. Tenzin se horrorizó al escuchar esto y dijo que el Avatar debía aprender Aire Control, que no era opcional. Durante la tercera ronda del partido, Korra demostró finalmente los movimientos de Aire Control al esquivar los ataques de sus adversarios, permitiendo a su equipo ganar el partido. Esto llamó la atención de Tenzin, e incluso dejó escapar un grito de júbilo ligero, antes de calmarse a sí mismo al darse cuenta de lo que acababa de hacer. 
Tras el partido, Korra regresó a la isla y pidió disculpas a Tenzin por sus frustraciones, mientras que Tenzin se disculpó también, afirmando que mientras él estaba enseñando sobre paciencia, él había perdido la suya en el proceso. Los dos acordaron que no tenían resentimientos, pero él se quedó un poco enfadado cuando Korra le dijo que se había unido permanentemente a los Hurones de Fuego y competiría en el Torneo en un par de semanas. 
Después de que Korra de regresara de una concentración enemiga y declarara cómo Amon había logrado quitar la capacidad de control de alguien, Tenzin afirmó que la Revolución era más peligrosa que nunca.

### La Fuerza Especial de Tarrlok
Al darse cuenta de la amenaza de Amon y sus seguidores planteaban a al mundo, Tenzin asistió a una importante reunión con el Consejo de la República Unida, donde una solución sobre los revolucionarios sería discutida. Cuando el concejal Tarrlok propuso la formación de una Fuerza Especial para atacar a Amon de frente, Tenzin se opuso firmemente a esto, diciendo que tal acción agresiva sólo causaría problemas mayores entre Maestros y No Maestros. Sin embargo, el Maestro Aire se encontró en minoría por el resto del Consejo. 
Más tarde, Tarrlok visitó el Templo Aire de la Isla e interrumpió a Tenzin en el medio de la oración para la cena familiar. Tenzin se vio obligado a dejarlo pasar, para gran irritación de su esposa. Ante la negativa de Korra de unirse a la fuerza de tarea, Tarrlok se sorprendió, y Tenzin interrumpió al Maestro Agua del Norte antes de que pudiera insistir y tratar de convencerla de que cambiara de opinión, diciendo que Korra ya había tomado una decisión. Notando los regalos cada vez más extravagantes de Tarrlok, Tenzin se acercó a Korra y le informó de que, aunque estuviera feliz de hubiera rechazado la oferta, esperaba que ella lo hubiera hecho por las razones correctas. Sin embargo, ante el silencio de Korra, él le aseguró que él estaría allí para hablar de cualquier cosa si ella lo necesitaba. 
Durante una gala que Tarrlok dio en honor a Korra, un exasperado Tenzin tuvo que lidiar con las travesuras Meelo, y se vio preocupado por el anuncio Korra de unirse a la fuerza de tarea para la prensa. Después de que Korra desafiara públicamente a Amon a un duelo, Tenzin voló a su ubicación usando un planeador, tratando de disuadirla, cosa que no logró. Cuando Tenzin la encontró en la Isla en Memoria de Aang, estaba preocupado de que Amon le hubiera quitado su control, pero al ver que Korra todavía podía controlar los elementos, se sintió aliviado y le ofreció su consuelo cuando ella lloraba por el miedo a Amon. 

### La Revolución Anti-Control
Después de este encuentro, Tenzin y el resto del Consejo de la República Unida fueron amenazados por Amon para cerrar la Arena o se enfrentarían a "graves consecuencias". En un principio, el Consejo había tomado la decisión unánime de cerrar la Arena, pero ante la intromisión de Korra, Mako, Bolin y Lin y su palabra de que la jefa brindaría seguridad extra, el resto del Consejo votó a favor de mantener el espacio abierto, a pesar de la desaprobación de Tenzin. Al hablar con Korra momentos más tarde, él reveló que la razón por la cual Lin sentía tanto disgusto por el Avatar era él, ya que había mantenido una relación amorosa con Lin en el pasado. 
Tenzin acompañó a la jefa Lin Beifong cuando ella y la Fuerza de Policía de Metal Control preparaba el lugar para asegurarse que los revolucionarios no hubieran instalado trampas. Tenzin y Lin vieron el partido juntos, e incluso protestaron por una serie de llamadas controversiales que permitió al equipo rival derrotar a los Hurones de Fuego. Tras el partido, los dos quedaron inconscientes al ser golpeados por dos seguidores de Amon con guantes electrificados. Después de que todos se reunieron después del ataque, Tenzin trató de aliviar el lamento de Lin por caer en la trampa de Amon, al sugerir que todos lo habían hecho. A continuación, declaró que la Ciudad República estaba en guerra. 
Más tarde, Tenzin asistió a Lin en su investigación sobre el ataque de la Arena, ayudando a entrevistar a los testigos que incluían a Hiroshi Sato y Tahno. Poco después, Korra escuchó a Hiroshi Sato, en su casa diciendo que la investigación de Corporación Col, le daría el tiempo suficiente para su golpe. Ella inmediatamente les dijo a Tenzin y Lin y ambos coincidieron en que Sato tenía los medios y el motivo para fabricar las armas para los revolucionarios, por lo que decidieron interrogarlo de nuevo. Tenzin y Lin visitaron la Finca Sato y tras haberle informado de sus sospechas, el empresario les aseguró que él no tenía vínculos con los Igualitarios, y les dio permiso para buscar en todas las fábricas de Industrias Futuro. 
Mientras que Tenzin y Lin hablaban después de que una búsqueda en las Industrias Futuro no produjera ninguna evidencia, un trabajador le dio a Korra una nota para encontrarse debajo del Puente Ruta de Seda esa noche. Los tres llegaron y el trabajador reveló que Sato fue de hecho la mente maestra tras los guantes electrificados y que estaba creando un arma aún más poderosa en una fábrica secreta debajo de su mansión. 
Tenzin, Lin, Korra y algunos oficiales investigaron la mansión, en búsqueda de la fábrica. Cuando llegaron al taller, Lin usó sentido sísmico y descubrió que había un túnel secreto. Ellos bajaron por el túnel y encontraron la fábrica y los Meca-Tanques de Sato. Sin embargo, pronto descubrieron que era una trampa y Sato arrinconó a los Maestros y comenzó a atacar con los tanques comandados por él y algunos bloqueadores de chi. Junto con el resto del grupo, Tenzin fue finalmente electrocutado y vencido. Sato ordenó a sus hombres que llevaran a los Maestros a Amon para que su control fuera eliminada, sin embargo, Mako y Bolin lograron colarse en la fábrica sin ser detectados, y comenzaron a llevar al Maestro Aire, Korra y Lin fuera del lugar. Sato los acorraló antes que los hermanos pudieran escapar, pero él y el Teniente fueron atacados por Asami, permitiendo al grupo que escapara de la Finca Sato en un dirigible, pero se vieron obligados a dejar atrás los oficiales de Lin. 
Cuando Lin comenzaba a recuperarse del ataque, le dijo a Tenzin que pensaba renunciar como Jefe de Policía a primera hora en la mañana debido a su fracaso. Tenzin le dijo que no podía darse por vencida, pero la jefa le explicó que su decisión había sido tomada con el objetivo de derrotar a Amon sin las restricciones de la ley.

### Nuevo Jefe de Policía
Después de que los amigos de Korra se trasladaran al Templo Aire de la Isla, Tenzin fue con Korra a la Sede de Policía con el fin de asistir a la designación del nuevo Jefe Policía, Saikhan. Durante la ceremonia, tanto Tenzin y Korra se preocuparon cuando Saikhan anunció que iba a reportarse directamente ante Tarrlok en todos los temas relativos a Amon y sus seguidores. Después de la ceremonia, el Maestro Aire y Avatar confrontaron a Tarrlok, sospechando que había chantajeado a Saikhan, pero Tarrlok restó importancia a sus preocupaciones. En el camino de regreso a la isla, Tenzin habló con Korra de su bloqueo en Aire Control, le dijo que el Avatar no solo tenía a sus instructores terrenales para enseñarle, sino que también tenía a sus vidas pasadas. Le preguntó si había hecho contacto alguna vez con otros Avatares, entonces Korra le habló de las visiones que tenía de Aang. Él le aconsejó que meditara sobre estas visiones, creyendo que el espíritu de Aang estaba tratando de comunicarse con ella. 
Más tarde, Tenzin encontró a Korra en la Sede de Policía para ayudar a sacar a sus amigos fuera de la cárcel después de que fueron arrestados por error. Después de que Saikhan rechazara su petición diciendo que eran sospechosos y que hablaran con Tarrlok, Tenzin dijo que haría eso a primera hora en la reunión del Consejo. Antes de salir, sin embargo, Tenzin acordó con Korra cuando dijo que Saikhan era "oficialmente el peor Jefe de Policía de la historia". 

### Buscando al Avatar Korra
Tenzin fue despertado por Meelo arrastrándose sobre su cara para responder a una llamada telefónica al día siguiente, al tomar el teléfono de su hijo, Tenzin fue alertado de una pelea que sucedió en el Ayuntamiento, en la que se enteró de que Korra había sido supuestamente secuestrada por los Equalistas. Tratando desesperadamente de dar con ella, llamó por teléfono a todos los contactos que tenía para una posible pista sobre su paradero, pero fue interrumpido por Lin Beifong, que había liberado a Mako, Bolin y Asami de la cárcel para ayudar a localizar a Korra. Juntos, todos fueron a buscarla, y su búsqueda los llevó a un escondite subterráneo. Al interrogar a un bloqueador de chi, se enteraron de que Tarrlok había mentido acerca del ataque, por lo que Tenzin se dio que él era quien tenía cautiva a Korra. 
Volviendo al Ayuntamineto, Tenzin llamó a los otros miembros del Consejo, al Jefe Saikhan y a Tarrlok, a quien acusaron de tener a Korra. Antes de que Tenzin pudiera detenerlo, sin embargo, el Maestro Agua usó sus habilidades de Sangre Control para llevar a Tenzin y los otros a la inconsciencia. Él fue despertado más tarde por un puntapié propinado por Lin. Tenzin y los demás continuaron su búsqueda de Korra, patrullando la ciudad desde arriba utilizando a Oogi. Encontraron Korra cuando oyeron a Naga aullar. Tenzin y Lin corrieron a su lado para preguntar dónde estaba Tarrlok, pero fueron empujados por Mako que exigió que le dieran un poco de espacio.

### Ataque a Ciudad República
Después de que Korra fuera encontrada, el Equipo Avatar, Lin, y Tenzin volvieron al Templo Aire de la Isla para disfrutar de la cena de Pema. Durante la comida, Tenzin le preguntó a Korra sobre los acontecimientos de su cautiverio, enterarándose durante el relato de que el exconcejal era el hijo de Yakone y que Amon había aparecido "de la nada" para quitarle su control a Tarrlok y posteriormente capturarlo. El Maestro Aire entonces declaró que temía como Amon se estaba convirtiendo en una figura intocable al punto de secuestrar a un concejal y también creía que Amon estaría empezando a ejecutar su fin del juego. 
Antes de dirigirse al Ayuntamiento para una reunión del consejo, Tenzin le pidió un tanto dudoso a Lin si podía proteger a su familia en la isla, petición a la que accedió. Una vez allí, fue atacado por Equalistas en la azotea del edificio, pero pudo derrotarlos mediante la realización de un tornado de aire. Tenzin se reunió a la Asistente del Consejo, quien le informó sobre el secuestro de los demás miembros del Consejo. Los dos observaron varias aeronaves enemigas aproximándose a la ciudad y lanzando bombas a los diferentes sectores. El concejal fue rápidamente a la jefatura de policía para planear un contraataque con Saikhan. Ya que la fuerza policial estaba demasiado saturada, Tenzin ordenó se enviara una notificación a las Fuerzas Unidas para que enviaran ayuda a la ciudad. Aunque el mensaje fue enviado, Tenzin y Saikhan junto a otros funcionarios se vieron obligados a escapar de un ataque con gas en el edificio mediante la creación de una burbuja de aire limpio que los protegía del gas. Cuando salió, el grupo fue emboscado por Meca-Tanques equipados con imanes gigantes y, a pesar de sus intentos de defenderse, Tenzin y los otros fueron superados rápidamente. 
En el último momento fue salvado por el Equipo Avatar, que llegó al lugar a tiempo. Sin embargo, esta victoria no duró mucho después de haber notado un dirigible acercándose al Templo Aire de la Isla preparando para atacar. 
Tenzin regresó a la isla para encontrar a los atacantes derrotados por sus hijos y Lin. Él quiso reprimir a Lin por dejar que sus hijos lucharan, pero se calmó cuando ella le dijo que sin su ayuda, la Maestro Metal no habría podido derrotar a sus enemigos. A continuación, se apresuró a encontrarse con Pema, que acababa de dar a luz a su segundo hijo, Rohan, pero el momento de paz no duró ya que Tenzin y su familia se vieron obligados a huir de la Ciudad República con el fin de preservar el Aire Control. También aconsejó al Equipo Avatar que se escondieran hasta que las Fuerzas Unidas llegaran a cambiar el rumbo de la guerra. Mientras escapaban en Oogi con Lin, dos de las aeronaves comenzaron a perseguirlos. Usando sus cables metálicos, Lin derribó una red y agarró una cuerda conectada a la nave, destruyendo con éxito a una de las naves usando Metal Control, aunque fue capturada cuando intentaba derribar al segundo. Meelo declaró que esa señora era su héroe, una declaración a la que Tenzin solemnemente convino.

### Captura y Escape
A pesar del sacrificio de Lin, Amon logró la captura de Tenzin y su familia. Durante una reunión de victoria en la Arena, Amon reveló a Tenzin y sus hijos, con la intención de eliminar el Aire Control del mundo. Korra y Mako, que había asistido a la manifestación para exponer Amon como un Maestro, intervinieron. Mako atacó a Amon y sus seguidores, mientras Korra liberaba a Tenzin y sus hijos, preguntando acerca de Pema, el bebé y Lin. Tenzin le dijo que tanto Pema como el bebé estaban en la cárcel, y no tenía ni idea sobre el paradero de Lin. Mientras Korra pasó a liberar a sus hijos, Tenzin asistió a Mako en abrumar a Amon. Tenzin y sus hijos se fueron a salvar a Pema y Rohan, mientras que Korra y Mako creaban una distracción.
Después de la derrota de los de Amon, Tenzin y su familia junto con el Equipo Avatar y Lin, se reunieron en el puerto del Templo Aire de la Isla. Cuando la flota de la segunda división de las Fuerzas Unidas llegó, el capitán y hermano de Tenzin, Bumi, dejó escapar un grito de victoria alocado. Los niños estaban entusiasmados con la visita de su tío, pero Tenzin estaba menos que entusiasta, declarando que ahora debía entretenerlo. 

### Avatar Korra
Tenzin y su familia estuvieron entre las muchas personas en el Recinto de la Tribu Agua del Sur, ansiosos por saber si su madre, Katara, podía curar a Korra. Katara salió de la habitación de atrás, anunciando que no estaba funcionando y que no podía recuperar los poderes de Korra. Tenzin quiso consolar Korra cuando salió de la trastienda, pero Korra se fue del recinto en Naga. Mako trató de seguirla, pero Tenzin lo contuvo, diciendo que necesitaba tiempo para poder asimilar lo que le había sucedido. Korra fue a un precipicio y lloró, sentada en el suelo con la cabeza hundida entre los brazos. En el fondo, una persona que usaba la vestimenta de Nómada Aire se acercó. Korra había confundido a la persona con Tenzin, pero luego lo miró y notó que era Aang. Luego él procedió a restaurar sus capacidades de control. Después de que Korra recuperara su control, ella fue capaz de dar la restaurar el control a aquellos cuyo control les había sido quitado. Cuando le devolvió su Tierra Control a Lin mediante el uso de Energía Control, Tenzin, quien estaba estupefacto al verla, subió las escaleras y le dijo: "Estoy muy orgulloso de ti, Avatar Korra". 
Seis meses después de la Revolución, Tenzin escuchó a Ikki diciendo que el usar el Estado Avatar para ganar una carrera fue injusto. Tenzin estaba alarmado por lo que oyó y se acercó, quien reprendió a Korra por utilizar el Estado Avatar "como un impulsor" y cómo lo estaba utilizando de manera irresponsable.

## Personalidad
Tenzin es mucho más tranquilo y calmo en relación con su padre, sin embargo, él tiene sentido del humor a veces. También de vez en cuando muestra un poco de "locura" a pesar de que trabaja duro para suprimir esto. Él siempre trata de ser una persona tranquila, un intento que a veces se ve frustrado por sus "locos" hijos. Del mismo modo, su madre lo describe como una persona seria desde la infancia en comparación con sus propios hermanos. Él encuentra su paciencia puesta a prueba con la llegada de la impetuosa Korra. Él trabaja duro para transmitir las enseñanzas y la cultura de los Nómadas Aire, teniendo también un papel de liderazgo en la Ciudad República de mucha seriedad. Él encarna la naturaleza Nómada Aire de ser pacífico y tranquilo, pero a veces puede ser irritado cuando se encuentra alrededor de sus hijos, o debido a sus diferentes perspectivas con Korra. Tenzin es un tradicionalista muy firme, y en ocasiones puede parecer un poco inflexible y obstinado. Esto también se demuestra en su desdén por el juego de Pro-Control, que considera violento, irrelevante, y una perversión de las formas más tradicionales de la control. Sin embargo, después de que Korra se uniera a los Hurones de Fuego, demostró su conocimiento en las reglas del juego y se mostró menos antagónico al deporte que antes. De esta manera, se demuestra que él está dispuesto a mostrar gusto por los intereses de las personas cercanas a él.

## Habilidades

### Aire control
Ya que es el único Maestro Aire entre los tres hijos de Aang, Tenzin ha entrenado extensivamente en todo el conocimiento y destreza del Aire Control de su padre. Después de la muerte de su padre, se convirtió en el único Maestro del Aire Control en el mundo. Asegurándose de que las enseñanzas y técnicas con las que vivían los Nómadas Aire se mantengan vivas, Tenzin ha estado pasando en el arte de Aire Control a sus hijos y al actual Avatar, Korra. Aunque es un pacifista como su padre, Tenzin ha demostrado su destreza en combate durante el primer enfrentamiento con los Meca-Tanques, disparando ráfagas de aire lo suficientemente poderosas como para empujar atrás a su oponente y mostrando una variante nunca antes vista de la técnica de patineta de aire inventada por Aang, una "rueda" de aire que no sólo le permitió esquivar los ataques, sino que era lo suficientemente potente como para desviar las garras de los Meca-Tanques. También es capaz de usar un planeador controlando el aire que lo rodea. Tenzin es experto en la creación de tornados de gran alcance que son lo suficientemente fuertes como para lanzar a los Meca-Tanques por los aires. También fue capaz de crear una cúpula de aire para protegerse a sí mismo y a los demás de los gases nocivos. Tenzin fue la primera persona conocida que le propinó un golpe a Amon, alejándolo a él y algunos de sus hombres con un tiro Aire Control, aunque sí tuvo un poco de ayuda de Mako en ese momento.

## Otras Habilidades
A pesar de ser de mediana edad, Tenzin demostró ser un luchador muy ágil y evasivo. Cuando los Equalistas lanzaron un ataque sorpresa para capturarlo, él esquivó sin esfuerzo su asalto inicial. Incluso con las manos atadas, fue capaz de esquivar con calma todos los ataques de un bloqueador de chi.